# 長掌筋
長掌筋（ちょうしょうきん、英語: palmaris longus muscle）は人間の上肢の筋肉で手関節の掌屈、手掌腱膜の緊張を行う。

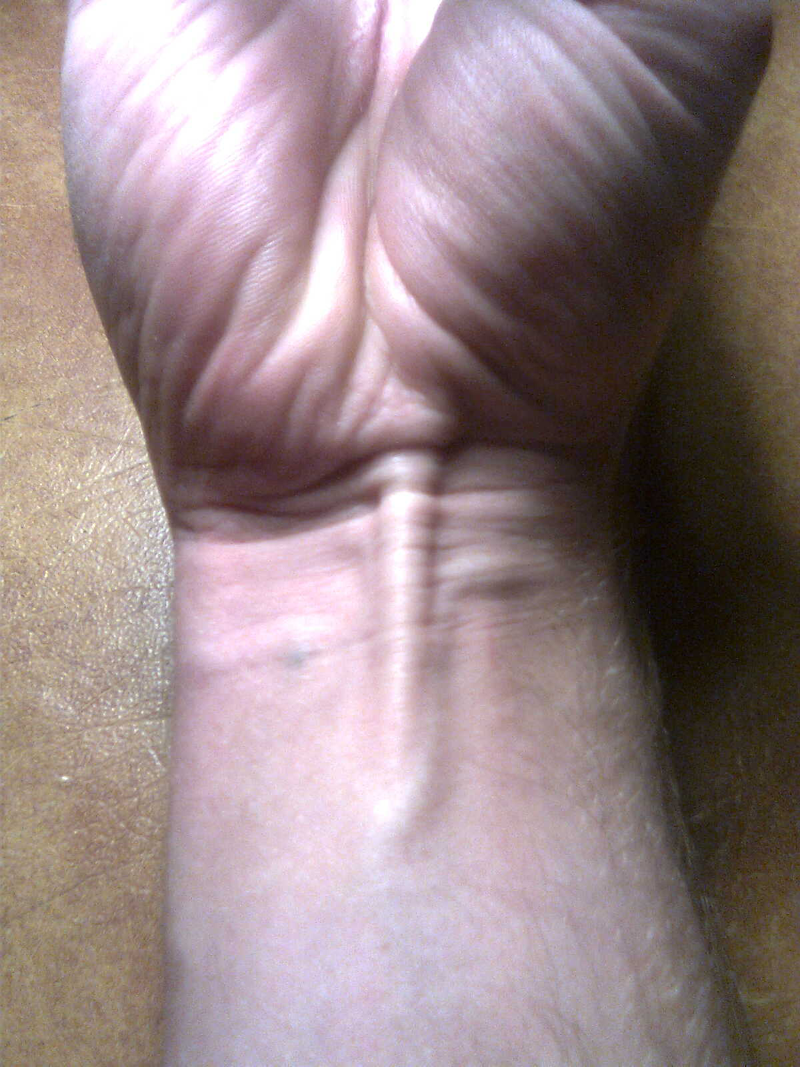
長掌筋腱。親指と小指をつけて少し手首を内側に傾けると観察できる。

上腕骨内側上顆、前腕筋膜内面から起こり、橈側手根屈筋の尺側にそって下り、手掌腱膜で停止する。
体表からは、手首を軽く曲げ、母指と小指を対向させると長掌筋の腱を浮かび上がらせ観察する事ができる。
尺骨動脈の枝によって栄養される。
人差し指、中指の過度な上下運動で筋肉痛になることがある。
なお、この筋肉は、しばしば欠如することがある(日本人で3〜5%、白人で15〜20%)。長掌筋の働きは橈側手根屈筋などで容易に代行されるため、欠如しても機能的に全く支障をきたさない。
欠如していても障害を生じることはないため、靱帯の移植手術に使われることがある。
トミー・ジョン手術では、主に野球選手の断裂した肘関節の内側側副靭帯に本人の長掌筋の腱を移植する。